# Camelina persistens
Camelina persistens är en korsblommig växtart som beskrevs av Karl Heinz Rechinger. Camelina persistens ingår i släktet dådror, och familjen korsblommiga växter. Inga underarter finns listade i Catalogue of Life.